# Forces armées koweïtiennes
Les forces armées koweïtiennes consistent en une armée de terre, une marine, une armée de l'air, une garde nationale et une garde côtière.
Selon la Constitution, le commandant en chef des forces armées est l'émir du Koweït, soit actuellement Nawaf al-Ahmad al-Jabir al-Sabah en fonction. Elles disposent d'un budget de 4,7 milliards de dollars américains en 2008 et ses fournisseurs étrangers sont principalement les États-Unis, la Russie, l'Égypte, le Royaume-Uni, la France et l'Allemagne.

## Historique et déploiements

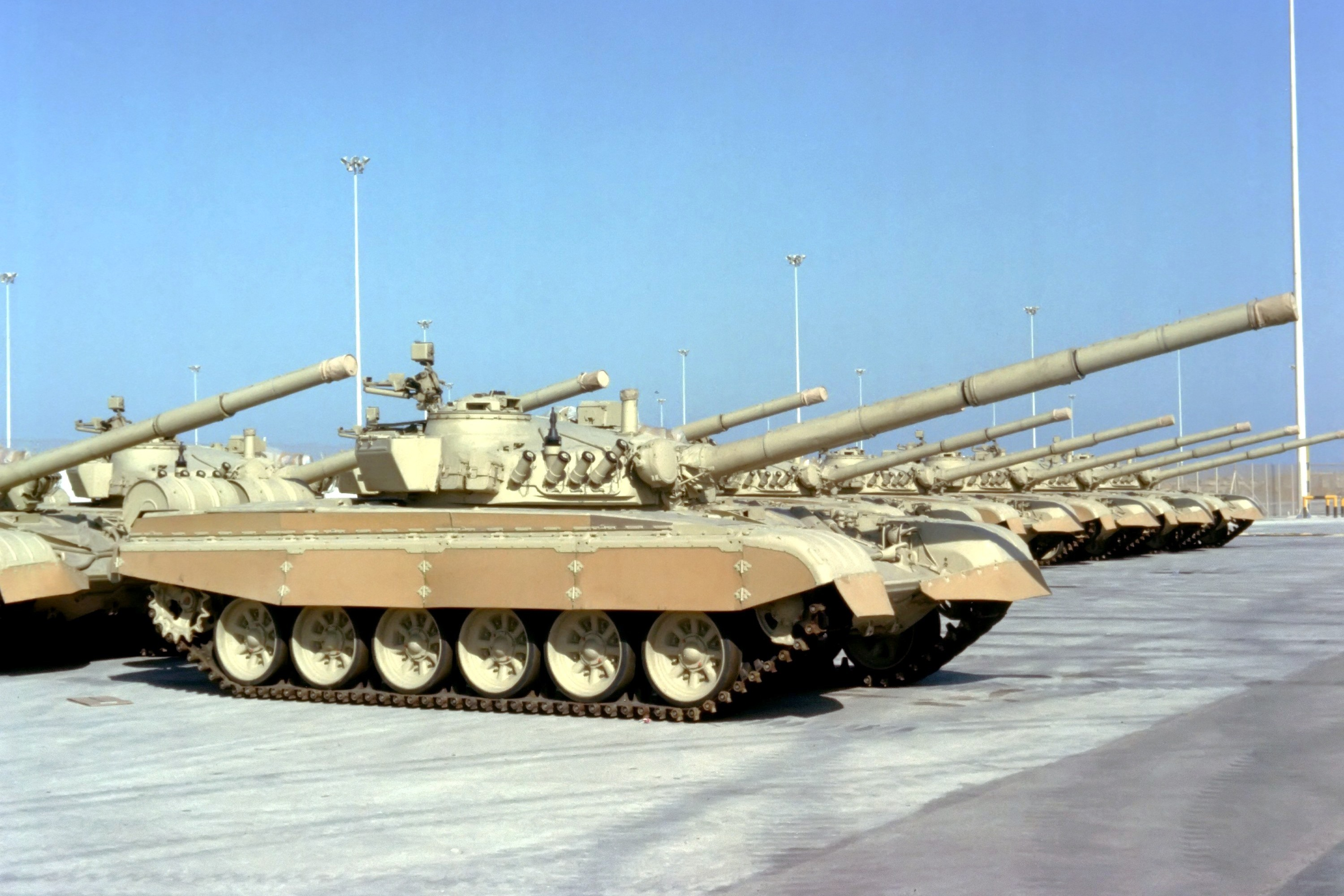
Chars d'assaut M-84AB de l'armée koweïtienne réfugiés en Arabie Saoudite en 1990. Il s'agit du principal char de combat principal de ce pays remplacé depuis par 218 chars M1A2 Abrams.

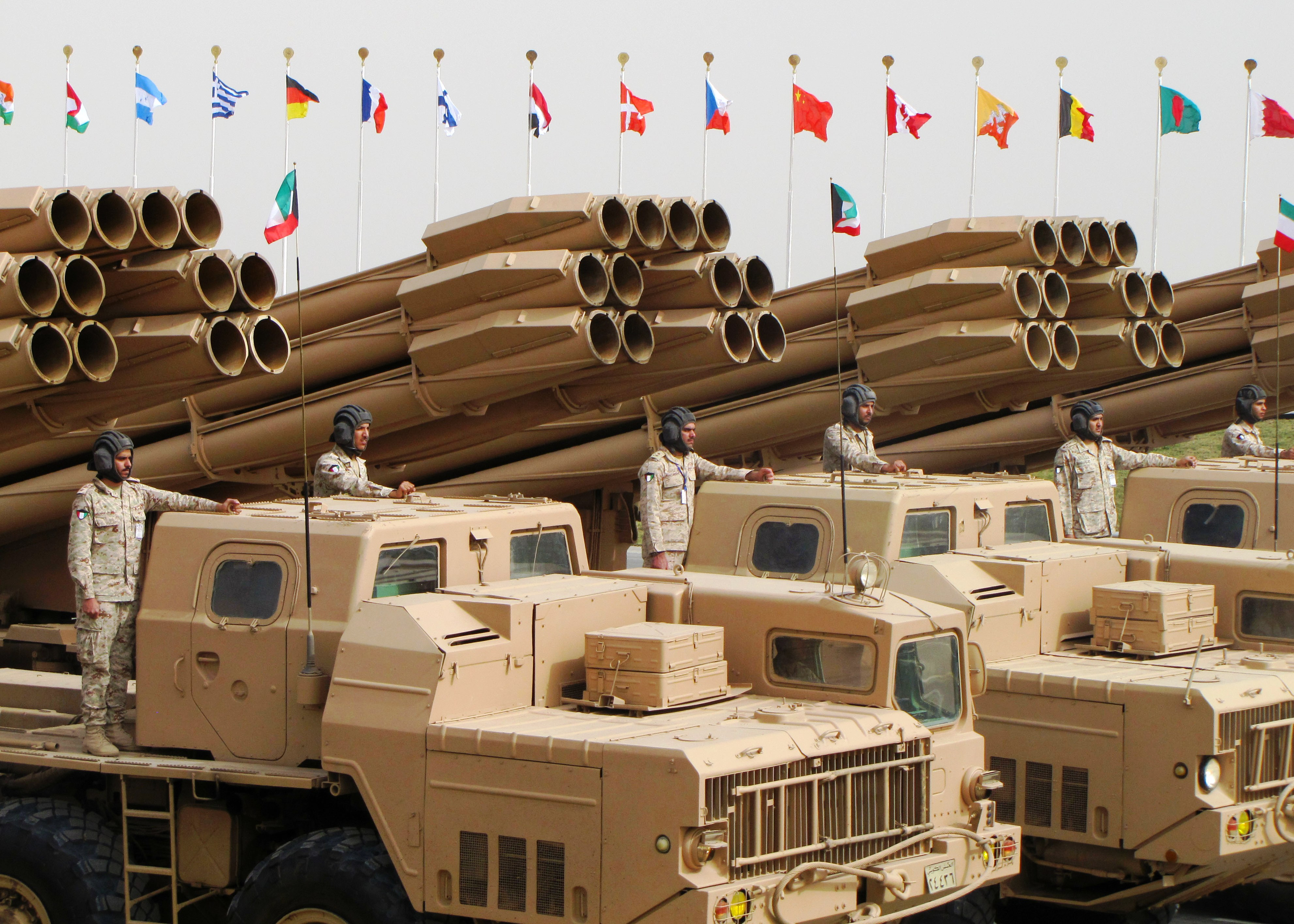
Des BM-30 Smerch koweïtiens en 2011. 27 exemplaires ont été acquis en 1996.

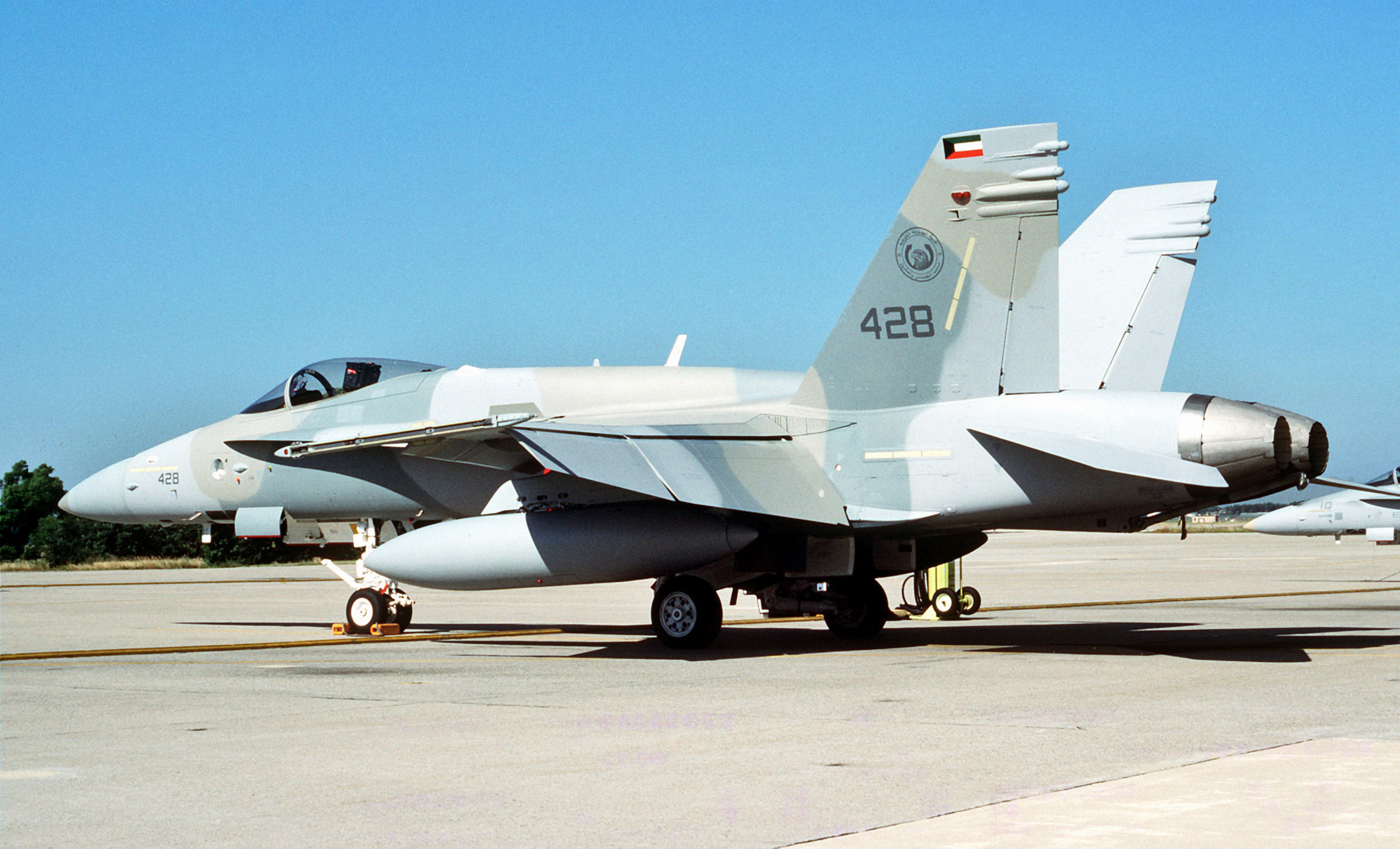
Un F/A-18 Hornet de la force aérienne koweïtienne en 1993.

Les forces armées ont notamment participé à la guerre des Six Jours, à la guerre du Kippour (contre Israël) et plus récemment à la guerre du Golfe de 1991 qui suivit l'invasion du pays par l'Irak de Saddam Hussein.
Le service militaire est obligatoire à partir de 1978, mais est suspendu depuis avril 2001.

### Guerre du Golfe
Attaqué par surprise le 2 août 1990, l'invasion du Koweït est effective en 48 h. La petite armée compte 16 000 militaires alors et ne peut faire face aux 100 000 hommes des forces armées irakiennes engagés dans l'opération.
Après l'invasion irakienne, les rescapés de la marine koweïtienne participèrent à la destruction de la flotte irakienne durant la guerre du Golfe, effectuée par la coalition entre le 18 janvier et le 20 février 1991. Le patrouilleur lance-missiles Lürssen TNC 45 koweitien Al Sambouk (P4505) fut dépêché par le commandement de la coalition pour venir à bout d'un mouilleur de mines irakien dissimulé le long de la côte . Malgré un contexte côtier défavorable, où les navires peuvent se dissimuler facilement, l'Exocet MM 40 montra ses capacités de recherche, d'identification et de discrimination. Le missile frappa aisément le bateau irakien, à la surprise des équipages des nombreux navires américains venus assister à la manœuvre.

### Rééquipement des forces armées après 1991

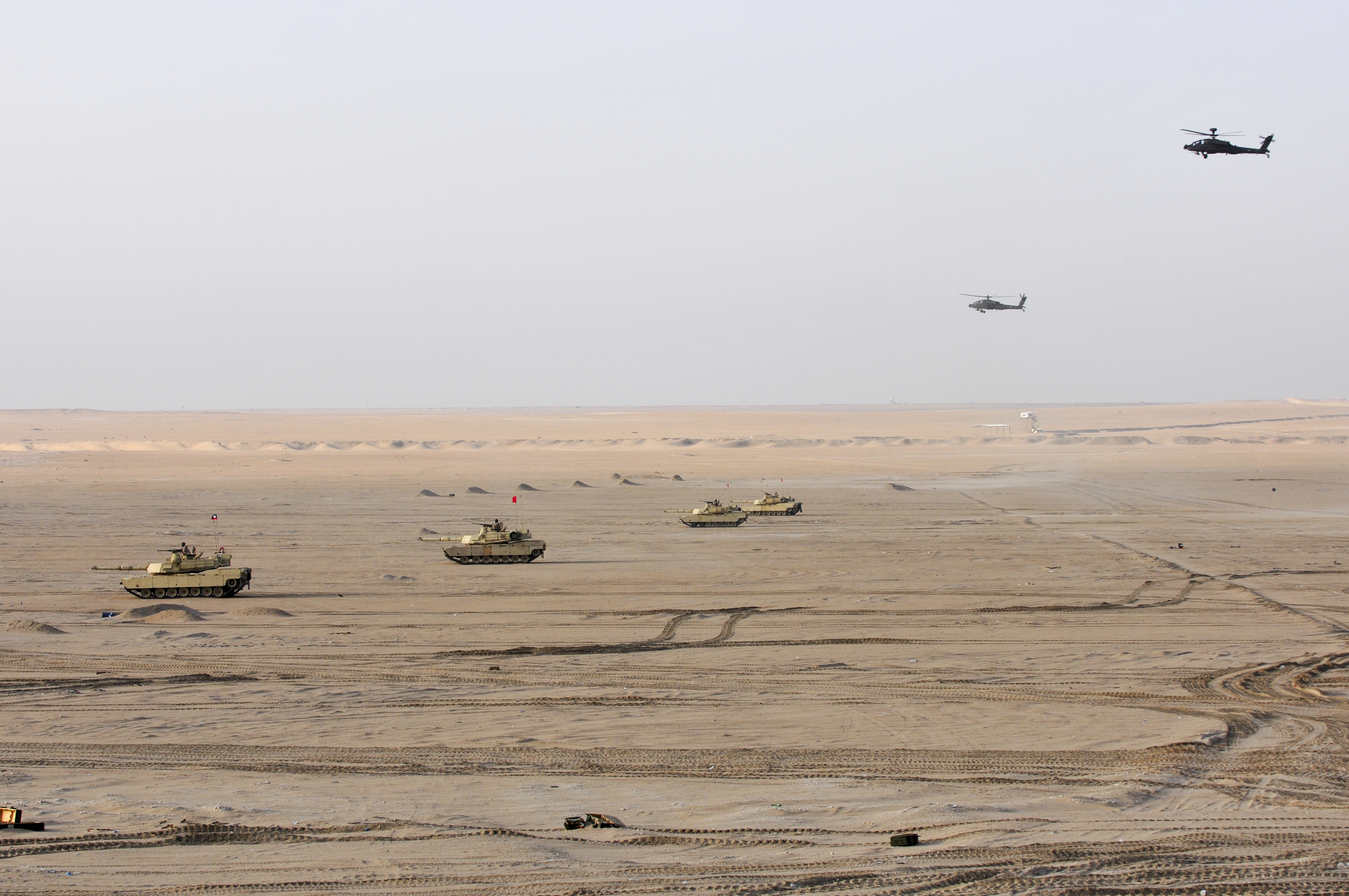
M-1 et hélicoptères AH-64 koweïtiens le 6 décembre 2016.

Après la libération du pays en 1991, il a fallu refondre l'armée qui avait perdu la majeure partie de son équipement. Le Koweït achète alors en grande partie du matériel américain. La défense antiaérienne koweïtienne est entre autres équipée de systèmes MIM-104 Patriot, les forces blindées de chars M1A2 Abrams et de véhicules de combat d'infanterie BMP-3, et l'aviation de McDonnell Douglas F/A-18 Hornet.

## Bases américaines au Koweït
Depuis la fin de la guerre du Golfe, les États-Unis stationnent 5 000 soldats au Koweït (United States Central Command, CENTCOM) dans le cadre d'un accord de défense signé entre les deux pays.
L'armée américaine dispose de 12 bases au Koweït : Ali Al Salem Air Base, Camp Arifjan, Camp Buehring, Camp Fox, Camp Patriot, Camp Spearhead, Camp Virginia, Camp Wolf, Aéroport international de Koweït, Kuwait Naval Base, Kuwait Navy Base et Udairi Range.